# Øresund Entrepreneurship
Øresund Entrepreneurship (oprindeligt Øresund Entrepreneurship Academy) var en permanent organisation under Øresundsuniversitetet. Organisationen blev oprettet i 2006 for at fremme uddannelser i entrepreneurship på Øresundsuniversitetets oprindeligt 14 universiteter. Organisationen blev nedlagt igen den 31. december 2010.
Øresund Entrepreneurship samlede regionens universitets- og handelshøjskolefag indenfor innovation og entrepreneurship i en søgemaskine, uddelte fondsmidler og afholdt arrangementer og konkurrencer. Organisationen blev medfinansieret af Erhvervs- og Byggestyrelsen, Näringsdepartementet, Hovedstadens Udviklingsråd, Region Skåne og Region Sjælland. 